# بلدة هوم (مقاطعة مونتكالم)
هوم، مقاطعة مونتكالم (بالإنجليزية: Home Township, Montcalm County, Michigan)‏ هي بلدة تقع بولاية ميشيغان في الولايات المتحدة. تبلغ مساحتها 93.5 (كم²)، وترتفع عن سطح البحر 289 م، بلغ عدد سكانها 2708 نسمة في عام تعداد الولايات المتحدة 2000 حسب إحصاء مكتب تعداد الولايات المتحدة وتصل الكثافة السكانية فيها 29 نسمة/كم2.

## أعلام
- ووكر إيفانز

## وصلات خارجية
- The US50 - Cities and Towns in Michigan State
- Michigan Cities and Towns, Facts, Map, Flag, Colleges, Government, and More